# Winfried Hartmann
Winfried Hartmann (* 8. Mai 1936 in Arnsberg/Westfalen) ist ein deutscher Politiker (CDU). 

## Leben
Hartmann besuchte das Gymnasium Laurentianum später weitere humanistische Gymnasien in Recklinghausen und Münster. Er legte im Jahr 1956 seine Abiturprüfung ab. Im Anschluss begann er sein Studium der Rechts- und Staatswissenschaften in Münster und Freiburg. Sein Referendarexamen legte er im Jahr 1960 in Hamm ab. Daran schloss sich seine Referendarzeit in Warendorf, Münster, Berlin, Den Haag und Hamm an. Im Jahr 1965 legte er seine Assessorenprüfung in Düsseldorf ab und wurde im Anschluss  Assistent am Institut für Kommunalwissenschaften der Universität Münster bei Hans-Julius Wolff. Später wurde er Regierungsassessor bei der Bezirksregierung Münster, dem Landkreis Borken/Westfalen sowie im Innenministerium des Landes Nordrhein-Westfalen in Düsseldorf. In den Jahren 1967 bis 1974 war er allgemeiner Vertreter des Oberkreisdirektors des Landkreises Meppen. Zuletzt war er als Kreisverwaltungsdirektor tätig. 
Hartmann wurde bereits 1953 Mitglied der Jungen Union und wurde 1969 Mitglied der CDU. Er war Vorsitzender es CDU-Stadtverbandes in Meppen. Ferner wurde er Vorsitzender des Deutschen Bibliotheksverbandes im Landesverband Niedersachsen und Vorsitzender des Bibliotheksverbundes „Meppener Modell“.
Er ist Mitglied der katholischen Studentenverbindungen  K.St.V. Ravensberg Münster und K.St.V. Brisgovia Freiburg im KV.

## Öffentliche Ämter
Hartmann wurde von der achten bis zur zehnten Wahlperiode zum Mitglied des Niedersächsischen Landtages zwischen dem 21. Juni 1974 und dem 20. Juni 1986 gewählt. Hier war er Vorsitzender des Wahlprüfungsausschusses vom 29. Juni 1978 bis zum 20. Juni 1986.

## Quelle
- Barbara Simon: Abgeordnete in Niedersachsen 1946–1994. Biographisches Handbuch. Hrsg. vom Präsidenten des Niedersächsischen Landtages. Niedersächsischer Landtag, Hannover 1996, S. 141.

| Personendaten    | Personendaten                  |
| ---------------- | ------------------------------ |
| NAME             | Hartmann, Winfried             |
| KURZBESCHREIBUNG | deutscher Politiker (CDU), MdL |
| GEBURTSDATUM     | 8. Mai 1936                    |
| GEBURTSORT       | Arnsberg                       |